# GNL e스포츠
GNL 이스포츠(GNL ESPORTS)는 대한민국의 배틀그라운드 프로게임단이다.

## 연혁
- 2021년 1월 25일 : SeungYong and Babys 창단
- 2021년 7월 21일 : Veronica7과 합병 및 팀명 변경
- 2021년 10월 12일 : 그늘에 인수되어 GNL ESPORTS로 팀명 변경 및 Veronica7과 분리[1]

## 소속 선수
- 감독 : 김영찬

| 이름   | 아이디    | 비고 |
| ------ | --------- | ---- |
| 김택균 | TaekGyun  |      |
| 최규연 | Gyuyeon   |      |
| 박한별 | 2star     |      |
| 진현민 | N0mer3y   |      |
| 박승용 | SeungYong |      |
| 최준우 | TaxDer    |      |

## 주요 성적
- 2021 레벨업 쇼다운: 펍지 시즌 1 12위
- 2021 레벨업 쇼다운: 펍지 시즌 2 우승
- 2021 펍지 위클리 시리즈: 동아시아 페이즈 2 8위
- 배틀그라운드 스매쉬컵 시즌 5 16위
- 펍지 콘티넨탈 시리즈 5 아시아 5위
- 2021 아프리카TV 펍지 리그 폴 시즌 8위
- 펍지 글로벌 챔피언십 2021 17위
- 배틀그라운드 스매쉬컵 시즌 6 6위
- 2022 펍지 위클리 시리즈: 동아시아 페이즈 1 18위
- 2022 아프리카TV 펍지 리그 시즌 1 9위

## 우승 기록
- 2021 레벨업 쇼다운: 펍지 시즌 2 우승 (SeungYong and Babys)

## 같이 보기
- 펍지 위클리 시리즈: 동아시아